# Gustavo Corção
Gustavo Corção Braga (Rio de Janeiro, 17 december 1896 - Rio de Janeiro, 6 juli 1978) was een Braziliaans schrijver. 

## Leven en werk
Corção werd opgeleid tot ingenieur en was jarenlang docent aan de technische hogeschool van Rio de Janeiro. Pas op 47-jarige leeftijd debuteerde hij met A Descoberta do Outro (1944, Nederlands: De ontdekking van de ander), het relaas over zijn persoonlijke herontdekking van God en de medemens. Daarop volgde Três Alqueires e Uma Vaca (1946, Nederlands: Een paar bunders land en een koe), dat handelt over de verdeling van productiemiddelen.
In 1951 verscheen zijn enige roman Lições de Abismo (Nederlands: Cursus van de dood), waarin de hoofdpersoon, die aan een ongeneeslijke ziekte lijdt, de balans van zijn leven opmaakt en besluit zijn dood zo bewust mogelijk te ondergaan. Cursus van de dood beleefde in Nederland in de jaren zestig grote oplagen als Prisma-pocket.
Na Cursus van de dood heeft Corção zich niet meer op het terrein van de fictie begeven. In zijn latere geschriften en in zijn wekelijkse columns in het tijdschrift ‘Hora presente’ keerde hij zich als conservatief katholiek (en fervent anti-communist) steeds grimmiger tegen de secularisatie en het modernisme in de kerk.